# Sistema de Gante
El sistema de Gante es un sistema de seguro de desempleo basado en la concesión a los sindicatos, que pagan prestaciones de desempleo a sus afiliados de un subsidio municipal proporcional a las sumas pagadas. A cambio, estos últimos se comprometen a adelantar la totalidad del importe a sus afiliados, a velar por el seguimiento de los desempleados y a llevar cuentas transparentes de las prestaciones por desempleo. Para los trabajadores no sindicalizados, existe una caja de ahorros, cuyas retiradas también se benefician, en caso de desempleo, de un complemento municipal.

## Histórico
Este sistema se instaló en la ciudad de Gante en Bélgica en 1900 por iniciativa del abogado Louis Varlez .·.
Gante tuvo el XIX °  siglo una importante industria textil ( algodón y lino) y el metalúrgico . Experimentó una grave crisis durante el tercer cuarto de este siglo. Los salarios cayeron, el desempleo aumentó, las huelgas, luego ilegales, estallaron y fueron severamente reprimidas. En este contexto, el movimiento sindical se ha desarrollado significativamente.
Varios sindicatos habían creado cajas de seguros para brindar asistencia a sus miembros. Sin embargo, la asistencia que estos fondos podían brindar era limitada. En ese momento, se realizaron experimentos en varias ciudades europeas para complementar estas iniciativas con la participación financiera de las autoridades públicas.
El sistema de Gante preveía la creación de un fondo de desempleo gestionado conjuntamente por representantes sindicales y representantes de la autoridad municipal. Este fondo fue provisto por los aportes de los trabajadores que se sumaron así como por una intervención del municipio. Prestó asistencia a los trabajadores en caso de desempleo. El trabajador podría contratar un seguro a través de su sindicato. En este caso, devolvió su contribución al Fondo. Los trabajadores no sindicalizados podían depositar su contribución en una cuenta de ahorro del municipio. Sin embargo, pocos trabajadores se acogieron a esta última posibilidad.
Los sindicatos debían adelantar las prestaciones por desempleo y ser reembolsados por el Fondo. También tenían que mantener cuentas transparentes.